# Ву Сінхань
Ву Сінхань (кит.: 吴兴涵; нар. 24 лютого 1993, Далянь, Ляонін, Китай) — китайський футболіст, правоногий лівий вінґер клубу «Шаньдун Лунен», який виступає в Китайській Суперлізі.

## Клубна кар'єра
Футбольну кар'єру розпочав 2005 року в молодіжній академії «Шаньдун Лунен». У 2011 році виступав за клуб третього дивізіону чемпіонату Китаю «Шаньдун Провінс», у футболці якого зіграв 13 матчів та відзначився 8-ма голами. Дебютним голом за клуб відзначився 21 травня 2011 року в переможному (2:0) поєдинку проти «Хебей Чайна Форчун». У сезоні 2012 року Ву був переведений до першої команди клубу тодішнім головним тренером Генком тен Кате. Дебютував за «Шаньдун Лунен» 24 березня 2012 року в нічийному (3:3) поєдинку проти «Далянь Аербін», в якому замінив Лю Біньбіня.

## Кар'єра в збірній
У грудні 2010 року Су Маочжень вперше викликав Ву до молодіжної збірної Китаю. Відзначився чотирма голами у трьох матчах у кваліфікації молодіжного чемпіонату Азії (U-19) 2012 року, чим допоміг китайській молодіжці кваліфікуватися до фінальної частини змагання.

## Статистика виступів

### Клубна
Станом на 31 December 2019.
| Клуб              | Сезон             | Ліга                 | Ліга  | Ліга | Національний кубок | Національний кубок | Континентальні змагання | Континентальні змагання | Інші  | Інші | Загалом | Загалом |
| Клуб              | Сезон             | Дивізіон             | Матчі | Голи | Матчі              | Голи               | Матчі                   | Голи                    | Матчі | Голи | Матчі   | Голи    |
| ----------------- | ----------------- | -------------------- | ----- | ---- | ------------------ | ------------------ | ----------------------- | ----------------------- | ----- | ---- | ------- | ------- |
| «Шаньдун Провінс» | 2011              | Китайська друга ліга | 13    | 8    | -                  | -                  | -                       | -                       | -     | -    | 13      | 8       |
| «Шаньдун Лунен»   | 2012              | Китайська Суперліга  | 20    | 1    | 3                  | 0                  | -                       | -                       | -     | -    | 23      | 1       |
| «Шаньдун Лунен»   | 2013              | Китайська Суперліга  | 3     | 2    | 0                  | 0                  | -                       | -                       | -     | -    | 3       | 2       |
| «Шаньдун Лунен»   | 2014              | Китайська Суперліга  | 10    | 0    | 3                  | 0                  | 4                       | 0                       | -     | -    | 17      | 0       |
| «Шаньдун Лунен»   | 2015              | Китайська Суперліга  | 11    | 0    | 5                  | 0                  | 3                       | 0                       | 0     | 0    | 19      | 0       |
| «Шаньдун Лунен»   | 2016              | Китайська Суперліга  | 22    | 2    | 2                  | 0                  | 7                       | 0                       | -     | -    | 31      | 2       |
| «Шаньдун Лунен»   | 2017              | Китайська Суперліга  | 28    | 3    | 4                  | 0                  | -                       | -                       | -     | -    | 32      | 3       |
| «Шаньдун Лунен»   | 2018              | Китайська Суперліга  | 26    | 4    | 7                  | 0                  | -                       | -                       | -     | -    | 33      | 4       |
| «Шаньдун Лунен»   | 2019              | Китайська Суперліга  | 17    | 1    | 3                  | 0                  | 7                       | 0                       | -     | -    | 27      | 1       |
| «Шаньдун Лунен»   | Загалом           | Загалом              | 137   | 21   | 27                 | 0                  | 21                      | 0                       | 0     | 0    | 185     | 13      |
| Усього за кар'єру | Усього за кар'єру | Усього за кар'єру    | 150   | 21   | 27                 | 0                  | 21                      | 0                       | 0     | 0    | 198     | 21      |

1. ↑  Матчі в Суперкубку Китаю

## Досягнення

### Клубні
«Шаньдун Тайшань»
- Кубок Китаю
  -  Володар (4): 2014[4], 2020, 2021, 2022

- Суперкубок Китаю
  -  Володар (1): 2015

- Китайська Суперліга
  - Чемпіон (1): 2021